# Tranvía de Murcia
El Tranvía de Murcia es una red de metro ligero que recorre la ciudad de Murcia (España) conectando la zona norte con el centro.
Presta servicio a varias pedanías del norte de Murcia, comunicando áreas clave como el Campus de Espinardo de la Universidad de Murcia, la UCAM en Guadalupe o los centros comerciales en torno al Estadio Nueva Condomina con el centro de la ciudad.

## Historia
El 29 de abril de 2006 comenzó la construcción de un tramo experimental que discurría por la Avenida Juan Carlos I hasta la zona de negocios de Espinardo, pasando por la Biblioteca Regional o el centro comercial Zig Zag, comunicando estas zonas con el centro de Murcia. Fue construido por la UTE Tranvimur formada por Acciona y Cívica.
Durante más de dos años este tramo estuvo en servicio de forma gratuita, a modo de estudio de la viabilidad del proyecto.
En abril de 2009 se constituyó una nueva UTE llamada Tranvía de Murcia formada por FCC y COMSA, con un 50% de participación para cada una, que obtuvo la concesión para la construcción y posterior explotación del tranvía por 40 años.
Finalmente, el 27 de mayo de 2011 se inaugura la línea al completo y comienza su servicio comercial.

## Concesión
La concesión es por 40 años. La construcción y explotación es por 264 millones. El contrato incluye, además, la redacción del proyecto de construcción y el suministro de material móvil.

## Líneas
Todas las líneas están planteadas para unir las pedanías y municipios cercanos a Murcia con el centro urbano de la ciudad y los puntos del extrarradio más importantes como grandes centros comerciales y universidades.

### Línea 1
Es la única línea del tranvía en funcionamiento operativa desde mayo de 2011, las 3 restantes están en fase de proyecto.

#### Recorridos
- Estadio Nueva Condomina -> Universidad de Murcia (Campus de Espinardo)
- Los Rectores-Terra Natura -> UCAM-Los Jerónimos

La línea empieza su recorrido en el Estadio Nueva Condomina en la pedanía de Churra, al norte de la ciudad. Discurre hacia el sur por la Avda. Juan de Borbón hasta llegar a la Plaza Circular. A partir de aquí se dirige de nuevo hacia el norte por la Avda. Juan Carlos I hasta Espinardo. En este punto gira al oeste para cruzar la autovía A-7/A-30. Se adentra a continuación en el Campus de Espinardo de la Universidad de Murcia, donde efectúa un circuito en torno al Campus, para volver de nuevo en dirección hacia Murcia y el Estadio Nueva Condomina.
Existe un servicio lanzadera (Línea 1B) entre las paradas Los Rectores-Terra Natura y UCAM-Los Jerónimos, que presta servicio a la pedanía de Guadalupe y a la UCAM. Es preciso hacer transbordo en Los Rectores-Terra Natura para llegar hasta la UCAM.

#### Tarifas
Existen 2 zonas de tarificación (urbana e interurbana) y son 7 los títulos de transporte existentes a partir del 28 de mayo de 2011, cuyos precios se modificaron el 1 de septiembre de 2012:
- Billete Sencillo: Se emite en las máquinas autoventa en las paradas, tienen una validez de 45 minutos tras la compra y su precio es de 1,05 € en la zona urbana y 1,40 € en la zona interurbana.
- Bono 10: Se emite en las máquinas autoventa en las paradas y se puede recargar hasta finalizar la vida útil de la tarjeta. Lo puede utilizar en cualquier usuario en toda la red del tranvía, su validez es de 1 año y su precio es de 10 € incluyendo 14 viajes (0,71 €/viaje), la tarjeta tiene un coste adicional de 1 €.
- Unibono General: Es una tarjeta personalizada que se emite en los puntos de atención al cliente, permite hacer solo al titular de la tarjeta viajes ilimitados en el tranvía durante un mes. Lo puede solicitar cualquier usuario, el precio es de 30,60 € y la tarjeta tiene un coste adicional de 3 € (primera emisión gratuita). Cada año hay que renovar la tarjeta.
- Unibono Estudiante/Universitario: Tiene las mismas características que la anterior tarjeta solo que su precio es de 20,40 € y lo pueden solicitar estudiantes que estén matriculados en enseñanzas regladas y centros docentes oficiales.
- Bono Campus: Es una tarjeta que contiene 32 viajes a un precio de 15 € (0,47 €/viaje). Lo pueden solicitar estudiantes universitarios que acrediten su condición.
- Bono Familia Numerosa General: Lo pueden solicitar los usuarios que tengan la tarjeta de Familia Numerosa Categoría General. Su precio es de 10 € incluyendo 19 viajes (0,53 €/viaje)
- Bono Familia Numerosa Especial: Contiene 20 viajes y se puede recargar hasta un máximo de 300 viajes. Es gratuita y lo pueden solicitar aquellos usuarios que contengan la tarjeta de Familia Numerosa de Categoría Especial.
- Bono 100: Es una tarjeta que contiene 20 viajes y que se puede recargar hasta un total de 300 viajes. Es gratuita y lo pueden solicitar aquellos usuarios que tengan en su poder la tarjeta especial B-100 expedida por el Ayuntamiento de Murcia.

#### Otros datos de interés
La distancia media entre paradas es de 450 metros. Los pasajeros que pasaron por el tramo experimental (tramo 0) rondaron casi el millón y medio en agosto de 2008. Desde julio de 2009, la línea entró de nuevo en obras (aunque el "tramo experimental" seguía en servicio), y no estuvo finalizada hasta mayo de 2011.
En una siguiente fase se prolongará el trazado hasta la estación intermodal de Murcia pasando por la Gran Vía por un lado y hacia el municipio de Molina de Segura por otro lado.

## Ampliaciones

### Línea 2
La línea 2 comunicará la estación central de trenes de Adif de Murcia del Carmen con la parte sur de la ciudad mediante una plataforma tranviaria reservada, dará servicio a zonas y sitios como El Palmar, el Hospital Virgen de la Arrixaca, el Polígono industrial Oeste (mediante un ramal) y Sangonera la Verde. Inicialmente se pensaba que entrase en servicio en 2014 y que se explotará en esta línea la conexión entre la estación de Murcia del Carmen y la plaza Circular.

### Línea 3
La línea dará servicio al este de Murcia y vendrá a sustituir el antiguo trazado murciano de la línea C-1 RENFE de Cercanías Murcia/Alicante, al ir esta por una nueva variante lejos de los núcleos urbanos, se ha optado por qué el tranvía le sustituya, ya que es un servicio rápido y que se integra perfectamente en las ciudades y pedanías, dará servicio a pedanías como Los Dolores de Beniaján, Beniaján, Torreagüera y Los Ramos, también constará de plataforma tranviaria reservada. Se prevé a partir 2018 ya que depende de esa liberación de las vías creando un corredor en la Costera Sur.

### Línea 4
La línea recorrerá el Oeste de Murcia partiendo de la estación Intermodal (donde se podrá cambiar con otros medios de transporte) dando servicio a la ciudad de Alcantarilla y a pedanías de Murcia como Javalí Nuevo, La Ñora y Puebla del Soto.

### Estación Intermodal del Carmen
Todas las líneas de tranvía se pretendía que tuviesen parada en la estación de Adif Murcia del Carmen, con la intención de establecer ahí un gran intercambiador entre autobuses urbanos e interurbanos (nueva estación prevista en el Plan Especial del Carmen - Murcia Conexión Sur), las líneas de tranvía proyectadas en su día (ninguna planificada de forma oficial -finales 2020-), líneas de cercanías, trenes de media y larga distancia y alta velocidad (AVE).
El Ayuntamiento de Murcia  ha informado de que están preparando un acuerdo con el Ministerio de Transportes y Movilidad Sostenible y la Comunidad Autónoma de la Región de Murcia para la financiación de la una línea de tranvía hasta la Estación de Murcia del Carmen.

## Unidades móviles
Actualmente se utilizan 11 tranvías Citadis 302 como los empleados en las líneas de Metro Ligero de la Comunidad de Madrid. Se trata también del mismo modelo que se utiliza en el Tranvía de Parla, Tenerife o en las líneas Trambaix y Trambesòs de Barcelona.
Se trata de trenes de piso bajo con una capacidad para 186 pasajeros (54 sentados y 132 de pie) alimentados por una catenaria aérea a 750 Voltios a corriente continua y una velocidad punta de 70 km/h.
- Alimentación: 750 Vcc
- Ancho de vía: 1.435 mm (Ancho UIC)
- Largo: 32,3 m
- Ancho: 2,4
- Peso de la composición: 39.9 Toneladas
- Altura de acceso: 320 mm
- Altura de piso: 350 mm
- Capacidad total de viajeros: 186
- Asientos: 54
- Velocidad máxima: 70 km/h
- Potencia: 4 x 120 kW

Tranvía de Murcia tiene un parque móvil de 11 trenes de ALSTOM

## Bono combinado
El 20/04/2011, la concejala de IU-Verdes en el Ayuntamiento de Murcia Esther Herguedas denunció la inexistencia de tarifas combinadas que permitan a los ciudadanos usar, con un mismo bono o billete, el tranvía y el autobús.
Posteriormente, en enero de 2012, el nuevo pliego de condiciones del autobús urbano propone un bono municipal combinado para el bus y el tranvía que solo tendría validez en líneas del casco urbano, que no incluiría las pedanías hasta que no se lleguen a acuerdos con la Comunidad Autónoma.

## Curiosidades
- En su primer recorrido con viajeros, el campeón de Europa de 1.500 metros Juan Carlos Higuero retó y ganó al tranvía con 150 personas subidas, llegando a la meta con un tiempo de 5 minutos y 51 segundos, seis menos que el tranvía[11]

- No se ha previsto aún un tramo que una directamente la Universidad de Murcia y la UCAM con los centros comerciales Thader y Nueva Condomina, así líneas circulares que no pasen por el centro de Murcia.

- Mediante la ley de transparencia, se obtienen diferentes datos sobre los gastos y los ingresos del Tranvía de Murcia[12]